# Joseph Daussoigne-Méhul
Louis-Joseph Daussoigne-Méhul (10 de junho de 1790,  Givet - 10 de março de 1875, Liège) foi um compositor e educador musical francês. Ele serviu como o primeiro diretor do Conservatório Real de Liège de 1826 a 1862; tendo sido nomeado para esse cargo por Guilherme I dos Países Baixos. Além de suas funções como diretor, ele também ministrou cursos de harmonia e composição musical na escola. Entre seus alunos notáveis estavam Adolphe Samuel, César Franck e Jean-Théodore Radoux, o último dos quais o sucedeu como diretor do conservatório. Em 1859, foi feito Comendador da Ordem de Leopoldo.

## Vida e carreira
Nascido Louis-Joseph Daussoigne em Givet, Ardenas, ele mudou legalmente seu nome para Joseph Daussoigne-Méhul em 12 de agosto de 1845, quando tinha 55 anos. Ele e seu irmão mais novo foram adotados por seu tio, o compositor Étienne Méhul, em 1797, quando ele tinha sete anos. Seu irmão serviu como tenente no exército francês durante a guerra de 1812 e foi morto em ação. 
Em 1799, Daussoigne-Méhul entrou no Conservatório de Paris quando tinha apenas nove anos. Ele estudou lá pelos próximos 10 anos, durante os quais recebeu várias honras acadêmicas e prêmios de competição do Conservatório, incluindo primeiros prêmios em teoria musical (1799), composição (1803), piano (1806), contraponto (1808) e fuga (1808). Seus professores incluíam Louis Adam (piano), Charles Simon Catel (harmonia) e seu tio (composição). Em 1803, começou a ensinar teoria musical no Conservatório. 
Em 1809, Daussoigne-Méhul ganhou o Prix de Roma com a cantata Agar dans le désert. Como resultado, ele recebeu uma bolsa para continuar seus estudos na Academia Francesa de Roma, localizada na Villa Medici, dentro da Villa Borghese. Assim, ele renunciou ao seu cargo de professor no Conservatório e foi para Roma, onde estudou de fevereiro de 1810 até o final de 1813. Ele voltou a lecionar no Conservatório de Paris em 1814, deixando-o em 1826, quando se tornou o primeiro diretor do Conservatório Real de Liège. Permaneceu no cargo pelos próximos 35 anos. 
Daussoigne-Méhul morreu em Liège aos 84 anos. Ele foi casado por mais de 50 anos com Marie-Adélaïde Bellet, filha do empreiteiro parisiense Alexandre-Godefroy Bellet. Seu filho foi o pianista, organista, compositor e crítico musical Alexandre-Gustave Daussoigne-Méhul (1830-1932). 

## Compositor

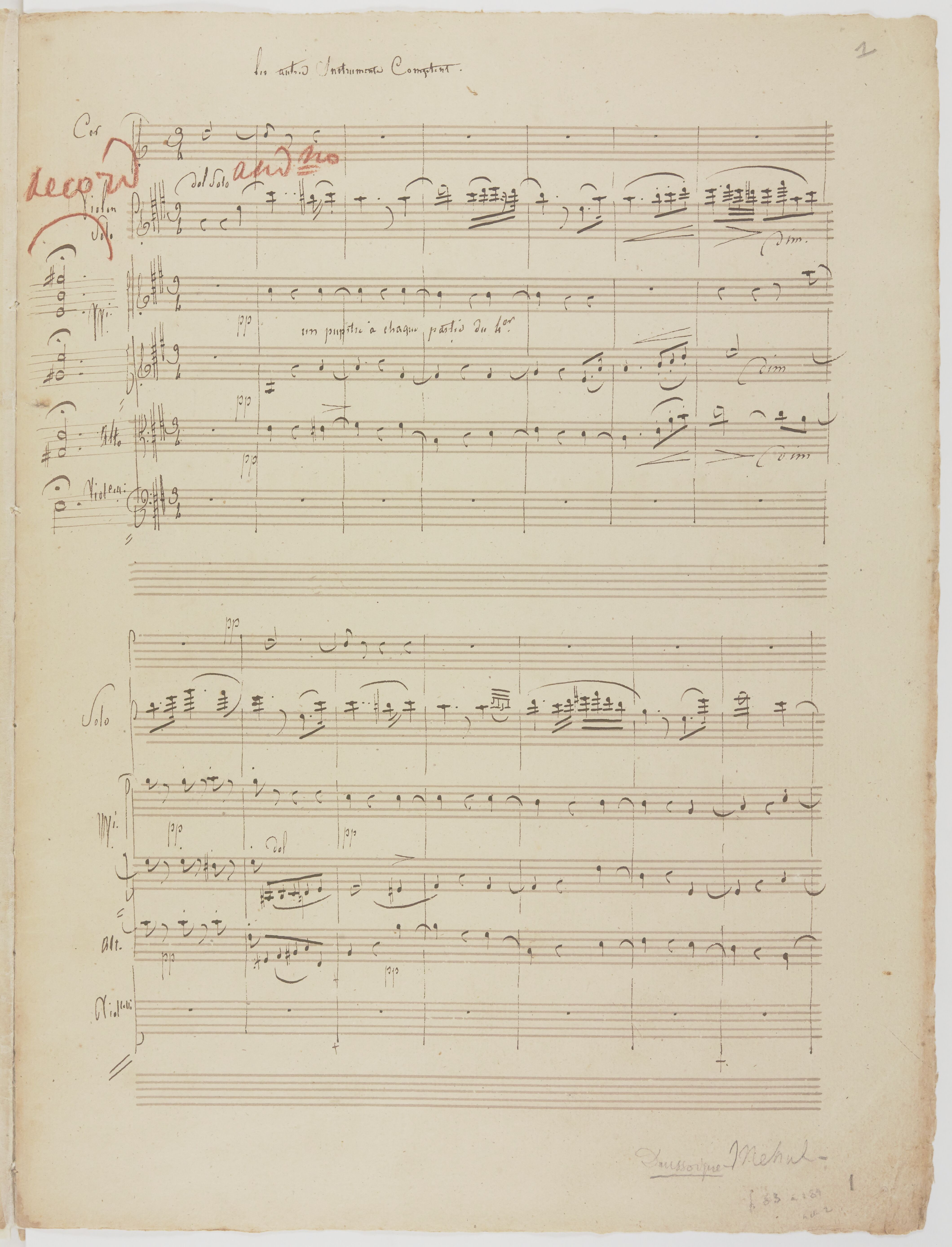
Ballets pour Pharamond (1825)

Como compositor, Daussoigne-Méhul produziu várias obras para piano solo, algumas músicas sinfônicas, algumas óperas e algumas músicas de câmara. Sua ópera cômica Aspasie et Pericles estreou na Ópera Nacional de Paris em 1820. Ele compôs novos recitativos para a ópera Stratonice em 1821 e também completou a ópera inacabada de seu tio Valentine de Milan, que estreou na Opéra-Comique em 1822. Teve admiradores entre seus contemporâneos, mas sua música não teve impacto duradouro e caiu na obscuridade no final do século XIX. Nenhuma de suas músicas sobreviveu no repertório de concertos. 